# 斯伯奇莱克陨石坑

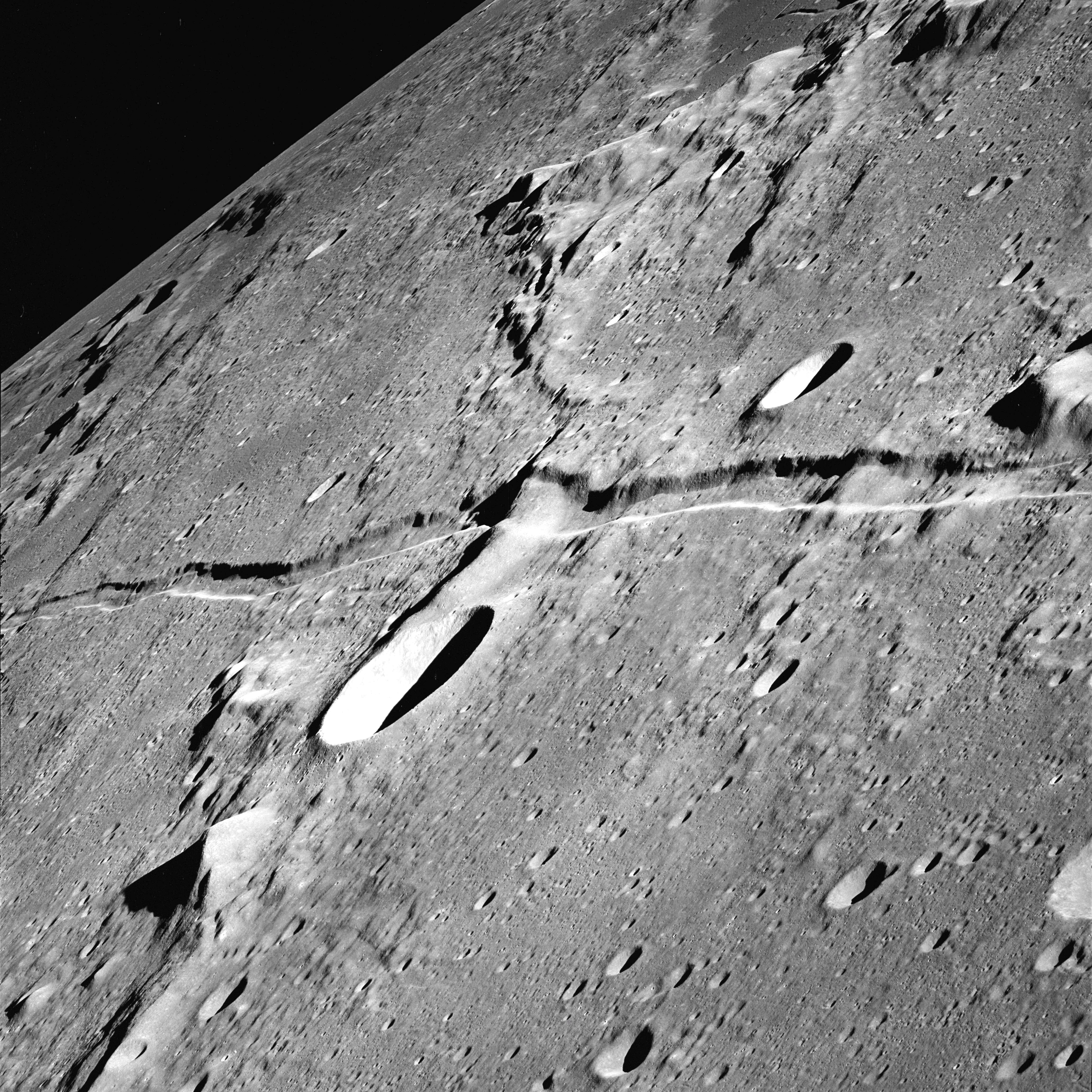
阿波罗10号拍摄的斯伯奇莱克陨石坑（靠左下方）和阿里亚代乌斯月溪，美国宇航局图片。

斯伯奇莱克陨石坑（Silberschlag）是位于月球正面中央的一座小撞击坑，其名称取自德国路德会牧师暨博物学家约翰·埃萨亚斯·西尔伯施拉格（Johann Esaias Silberschlag，1721年-1791年），1935年被国际天文学联合会正式接受。

## 描述
该陨坑西北分布有许癸努斯陨石坑和残损的博斯科维奇陨石坑、东北则坐落了古老的尤利乌斯·凯撒环形山及索西琴尼陨石坑，阿里亚代乌斯陨石坑和休厄尔陨石坑位于它的东南，南面及西南则与已损毁的坦普尔陨石坑和相对年轻的阿格里巴环形山相毗邻。沿斯伯奇莱克陨石坑北侧不远穿过了宽阔笔直的阿里亚代乌斯月溪，而蜿蜒曲折的许癸努斯月溪则斜卧在它的西北偏西侧，沿它的西北、北面和东北分别坐落有汽海、柔湖、冬湖和荣誉湾；而南面则濒临广袤的静海。该陨坑中心月面坐标为6°13′N 12°32′E / 6.21°N 12.53°E，直径12.56公里，深约2.04公里。
斯伯奇莱克陨石坑外观呈圆碗状，环绕着一圈尖峭的坑壁，整体几乎未受到后续撞击的侵蚀，坑壁最大高出周边地形470米，内部容积约79.26立方千米。该陨坑的北侧壁连接在一道向北延伸的小山脊上（卫星坑斯伯奇莱克坐落在该山脊的西侧坡底），而它的南面也有一道由一座古无名坑残壁构成的弧形岭。
斯伯奇莱克陨石坑已被月球和行星观测协会（ALPO）列入《内侧壁带有深色辐射纹的撞击坑列表》。

## 卫星坑
按惯例，最靠近斯伯奇莱克陨石坑的卫星坑将通过在月图上其中心点旁标注的字母来识别它们。

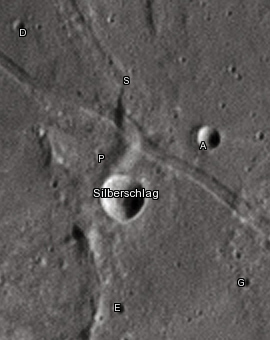
周边卫星坑图.

| 斯伯奇莱克 | 纬度   | 经度    | 直徑    |
| ---------- | ------ | ------- | ------- |
| A          | 6.9° N | 13.2° E | 7 公里  |
| D          | 7.5° N | 11.2° E | 4 公里  |
| E          | 5.2° N | 12.8° E | 4 公里  |
| G          | 5.7° N | 13.8° E | 3 公里  |
| P          | 6.7° N | 12.0° E | 25 公里 |
| S          | 8.0° N | 12.1° E | 34 公里 |

## 另请参阅
- Andersson, L. E.; Whitaker, E. A. . NASA RP-1097. 1982.
- Blue, Jennifer. . USGS. July 25, 2007  [2007-08-05]. （原始内容存档于2012-04-08）.
- Bussey, B.; Spudis, P. . New York: Cambridge University Press. 2004. ISBN 978-0-521-81528-4.
- Cocks, Elijah E.; Cocks, Josiah C. . Tudor Publishers. 1995. ISBN 978-0-936389-27-1.
- McDowell, Jonathan. . Jonathan's Space Report. July 15, 2007  [2007-10-24]. （原始内容存档于2012-05-26）.
- Menzel, D. H.; Minnaert, M.; Levin, B.; Dollfus, A.; Bell, B. . Space Science Reviews. 1971, 12 (2): 136–186. Bibcode:1971SSRv...12..136M. doi:10.1007/BF00171763.
- Moore, Patrick. . Sterling Publishing Co. 2001. ISBN 978-0-304-35469-6.
- Price, Fred W. . Cambridge University Press. 1988. ISBN 978-0-521-33500-3.
- Rükl, Antonín. . Kalmbach Books. 1990. ISBN 978-0-913135-17-4.
- Webb, Rev. T. W.  6th revised. Dover. 1962. ISBN 978-0-486-20917-3.
- Whitaker, Ewen A. . Cambridge University Press. 1999. ISBN 978-0-521-62248-6.
- Wlasuk, Peter T. . Springer. 2000. ISBN 978-1-85233-193-1.